# Csábi Bettina
Csábi Bettina (Bácsalmás, 1977. október 2. –) magyar jogász, volt ökölvívó világbajnok. Sikeres sportpályafutása után vállalkozásokban vett részt, gazdasági visszaélésért elítélte a bíróság.

## Életpályája
1993-ban kezdett kyokushin karatét tanulni Baján, majd Jánoshalmára igazolt. Már 16 éves korában - a mezőny legfiatalabb tagjaként - megnyerte a Szolnok Kupát, az első magyarországi K.O. kategóriás karate versenyt.
1996-ban, 18. életévében újból versenyezhetett. Megnyerte az I. Szentes Open nevű versenyt. 1997 májusában Gdanskban Eb-n bronzérmet nyert, nagy közönségsikert aratva. Októberben azonban a súlycsoportos magyar bajnokság döntőjében, majd a II. abszolút kategóriás magyar bajnokságon is vereséget szenvedett. A két magyar bajnokság közötti időszakban Orosházán egy ötmenetes mérkőzésen legyőzte (törött lábfejjel) a későbbi világbajnok Surán Juditot.
1998-ban a zaragozai Eb-n, a lengyel Pawlikowskától - vitatható körülmények között - már az első fordulóban vereséget szenvedett. Még ebben az évben megnyerte a súlycsoportok nélküli II. Szentes Open-t.
1999-ben vívta élete első thai boksz mérkőzését Veszprémben, ahol öt menetes, látványos győzelmet aratott. Miskolcon súlycsoport nélküli kyokushin Magyar Bajnok lett, majd elindult az IMAF budapesti világbajnokságán, ahol megszerezte első amatőr VB címét. Ősszel, Veszprémben thai-box magyar bajnoki címet nyert, majd megnyerte a Hungarian Open shidokan karate bajnokságot Orosházán. Az évet Egerben zárta, ahol súlycsoport nélküli EB-t nyert kyokushin karatéban.
2000-ben kyokushin Szlovák Bajnokságot nyert, majd még tavasszal Hollandiában nyílt kyokushin EB címet szerzett. Még ebben az évben kyokushin magyar bajnoki címet szerzett, Hollandiában ashihara karate bajnokságot nyert, és itthon shidokan karate Európa Kupát. Ősszel, Kiskunhalason profi Magyar bajnok lett thai-boxban, majd elindult utolsó kyokushin karate versenyén, az össz- Magyar bajnokságon, amit meg is nyert. Októberben vívta első profi ökölvívó mérkőzését, amit pontozással nyert, majd Prágában WKA low-kick kick-box VB címet szerzett. Az évet Dunaújvárosban zárta, ahol megnyerte második profi ökölvívó mérkőzését is.
2001-ben shidokan karate világkupát nyert a németországi Reutlingenben, majd Bangkokban IAMTF tahi-box világbajnok lett. Ebben az évben még 7 profi ökölvívó mérkőzést vívott, melyből kettőt KO-val, ötöt pontozással nyert. Ekkor már a Polish Boxing Promotion színeiben versenyzett.
2002-ben igazolt a Boxteam-Vienna csapatához, ahol sorban aratta győzelmeit és osztrák nemzetközi bajnoki övet szerzett. Ez év nyarán az olaszországi Taorminában saját súlyánál két súlycsoporttal feljebb profi low-kick kick-box VB címet nyert.
2003-ban megszerezte a WPKA profi low-kick kick-box világbajnoki övét, melyet még az ősszel, Kecelen meg is védett.
2004-től már csak ökölvívói karrierjére koncentrált, ekkor került a Felix-Promotion versenyirodához, ahol Rácz Félix lett a managere. Áprilisban a bolgár Galina Ivanovát legyőzve a WIBF-GBU világbajnoka lett, majd az angol Cathy Brown ellen védte meg. Időközben került sor Nagykállón, a Miló Viktória elleni címegyesítő mérkőzésre, ahol szintén győzelmet aratott.
2005-ben négy alkalommal lépett kötelek közé, ebből három alkalommal védte VB címét.
Küzdősport pályafutását 2006-ban fejezte be, amikor is Rácz Félix visszavonulásakor ő is a befejezés mellett döntött.
Pályafutása során különböző szakágakban összesen 111 mérkőzést vívott, melyekből 105 győzelem mellett 6 vereséget jegyzett. 31 KO győzelmet ért el.
Később 3 gyermeke született, név szerint Koller Száva, Kamilla és Kiss Tekla. Nagyobb gyermekei sikeres sportolók, 12 éves korukban futották le először a félmaratont (21km). Előtte szintén sikeresen triatlonoztak, amit ma már nem egyesületben folytatnak, mint az Instagram oldalunkról is kiderül. 

## Bűnügye
Csábi és nyolc társuk a vád szerint több ezer tonna gabonát hozott be Romániából, és hamis papírokkal azt a látszatot keltette, hogy az árut továbbviszik Szlovákiába. A gabonát azonban Magyarországon adták el, áfát pedig nem fizettek az értékesítés után. A áfacsalást 2010 augusztusától 2011 novemberéig végezték, felosztva egymás közt a feladatokat. Csábi Bettinát – többekkel együtt – 2011 novemberében őrizetbe vették.
2017 májusában a Kecskeméti Törvényszék folytatólagosan elkövetett adócsalás és magánokirat-hamisítás miatt Csábi Bettina férjét 4 év 6 hónap börtönre, míg a sportolónőt 2 év börtönre ítélte, ez utóbbit 4 év próbaidőre felfüggesztve. Csábi Bettina korábban úgy nyilatkozott, hogy nem érti, miért emeltek vádat ellene, a gabonaforgalmazáshoz neki nem volt semmi köze, és úgy tudta, hogy minden teljesen legálisan, szabályosan zajlik.
A Szegedi Ítélőtábla jogerősen két év felfüggyesztett börtönre ítélte 2018-ban. 